# Окечукву, Азубуике
Азубуике Годсон Окечукву (англ. Azubuike Godson Okechukwu; род. 19 апреля 1997[…], Кацина) — нигерийский футболист, полузащитник турецкого клуба «Ризеспор» и сборной Нигерии. Участник Олимпийских игр 2016 года в Рио-де-Жанейро.

## Клубная карьера
Окечукву начал карьеру на родине, выступая за клуб «Байельса Юнайтед». В 2015 году он перешёл в турецкий «Ени Малатьяспор». 17 августа в матче против «1461 Трабзон» Азубуике дебютировал в Первой турецкой лиге.

## Международная карьера
В 2016 году Окечукву дебютировал за сборную Нигерии.
Летом 2016 года Азубуике стал бронзовым призёром Олимпийских игр в Рио-де-Жанейро. На турнире он сыграл в матчах против команд Японии, Швеции, Колумбии, Дании и Гондураса.

## Достижения
Нигерия (до 23)
- Олимпийские игры — 2016